# Mikkel Vendelbo
Mikkel Vendelbo, né le 15 août 1987 à Esbjerg au Danemark, est un footballeur danois qui évolue au poste de milieu central.

## Biographie

### Esbjerg fB
Mikkel Vendelbo est formé par l'Esbjerg fB, club de sa ville natale. Le 25 mars 2006, il joue son premier match en professionnel lors d'un match de première division danoise face à l'Odense BK. Il entre en jeu à la place de Andreas Klarström et son équipe s'impose par un but à zéro ce jour-là.

### Hønefoss BK
Avec l'équipe d'Hønefoss, il dispute 39 matchs en première division norvégienne, inscrivant cinq buts.

### Holstein Kiel
Le 8 janvier 2014, Vendelbo rejoint Holstein Kiel, club évoluant alors en troisième division allemande.
Le 24 juin 2015, il résilie son contrat et quitte le club pour des raisons familiales.

### Silkeborg IF
En juillet 2015, Vendelbo retourne dans son pays natal, s'engageant librement avec le Silkeborg IF. Le club évolue en deuxième division danoise et il joue son premier match pour Silkeborg lors d'une rencontre de championnat face au FC Vestsjælland, le 25 juillet 2015. Il est titularisé au milieu de terrain et son équipe s'impose sur le score de deux buts à un. Il inscrit son premier but le 20 mars 2016 en égalisant face au Skive IK, permettant à son équipe de faire match nul (1-1). Il s'impose comme un titulaire dès sa première saison, en 2015-2016, et participe à la montée du club en première division danoise.

### Skive IK
Le 3 juillet 2019, Mikkel Vendelbo signe en faveur du Skive IK. Il joue son premier match dès la première journée de la saison 2019-2020, le 28 juillet 2018, contre le Næstved BK. Il est titulaire et son équipe s'impose par trois buts à un.
En janvier 2021, Mikkel Vendelbo met un terme à sa carrière professionnelle, en raison de blessures récurrentes au genou.